# هاشم بوالخطابية
هاشم عبد الكريم الخطابية المريمي (1887 - 16 أبريل 1967م) هو شاعر ليبي، من قبيلة العبيدات الليبية والمشهور ب(هاشم بوخطابية).

## حياته ونشأته
ولد في نواحي طبرق عام 1887م وتوفى في مدينة طبرق يوم 16 أبريل 1967م. شارك في المعارك ضد الغزو الإيطالي لمدينة طبرق وكان يمتهن الفلاحة. شعرة يمتاز بطابع الخطابة والملحمي وطولها. من أشهر أشعاره( السن، البير، البطنان، طبرق، يا دار, العين همدت وسوال النبي) .